# Lydia Davis
Pour les articles homonymes, voir Davis.
Lydia Davis, née le 15 juillet 1947 à Northampton (Massachusetts), est une nouvelliste, romancière, professeur d'écriture créative et traductrice américaine, lauréate du Prix international Man Booker en 2013.

## Biographie
Lydia Davis a grandi entre Southampton et New York. Elle a également vécu et étudié en Autriche, avant de séjourner trois années en Irlande, puis en France où elle a commencé à travailler comme traductrice dans l'industrie cinématographique, mais aussi pour des galeries d'art, avant de se consacrer à la traduction littéraire.
Lydia Davis se marie en 1974 avec l'écrivain américain Paul Auster, dont elle a eu un fils prénommé Daniel (1977-2022), devenu photographe. Après leur divorce, en 1977,  elle a épousé le peintre Alan Cote, dont elle a également eu un fils prénommé Théo. Elle vit à New-York, où elle enseigne l'écriture créative (creative writing) à l'université d'Albany.
Si elle s'est essayée au roman, Lydia Davis est surtout reconnue et renommée pour son art de la nouvelle. L'écrivain Dave Eggers affirme notamment « qu'elle a fait exploser la plupart de ses certitudes sur l'art de la nouvelle ». Influencée dans ses premières années par le Prix Nobel irlandais Samuel Beckett, dont elle a longuement étudié le style et le rythme de la phrase, Lydia Davis revendique également les influences de Franz Kafka, Henri Michaux, Léon-Paul Fargue, Francis Ponge, Peter Altenberg ou encore Robert Walser dont elle dit partager l'économie narrative et la fulgurance de la pensée. Lydia Davis est, par ailleurs, la traductrice en anglais de nombreux poètes, philosophes et romanciers français, parmi lesquels : Vivant Denon, Gustave Flaubert, Marcel Proust, Michel Butor, Pierre Jean Jouve, Michel Leiris, Michel Foucault, ou Maurice Blanchot.

## Œuvre

### Roman
- The End of the Story (1994) Publié en français sous le titre C'est fini, traduit par François Rosso, Paris, La Découverte, 1998  (ISBN 2-7071-2865-1) ; Paris, Phébus, coll. « D'aujourd'hui. Étranger », 2007  (ISBN 978-2-7529-0249-8)

### Recueils de nouvelles
- The Thirteenth Woman and Other Stories (1976)
- Sketches for a Life of Wassilly (1981)
- Story and Other Stories (1985)
- Break It Down (1986) Publié en français sous le titre Ce qu'elle savait, traduit par Évelyne Gauthier, Paris, Phébus, coll. « D'aujourd'hui. Étranger », 2006  (ISBN 2-7529-0145-3)
- Almost No Memory (1997)
- Samuel Johnson Is Indignant (2001)
- Varieties of Disturbance (2007)
- Proust, Blanchot, and a Woman in Red (2007)
- The Collected Stories of Lydia Davis (2009) Publié en français de façon partielle sous le titre Kafka aux fourneaux, traduit par Marie-Odile Fortier-Masek, Paris, Phébus, 2009  (ISBN 978-2-7529-0349-5)
- The Cows (2011)
- Can't and Won't: Stories (2014) Publié en français de façon partielle sous le titre Histoire réversible, traduit par Anne Rabinovitch, Paris, Christian Bourgois éditeur, 2016  (ISBN 978-2-267-02954-3)
- Essays One (2019)
- Essays Two (2021)
- Our Strangers: Stories (2023)

### Nouvelles
- Story (1986)
- The Center of the Story (1989)
- The Professor (1992)
- Varieties of Disturbance (1993)
- The Old Dictionary (2000)
- Grammar Questions (2002)
- Ten Stories from Flaubert (2010)
- Collaboration with Fly (2010)
- The Good Taste Contest (2010)
- Happiest Moment (2010)
- Mothers (2010)
- Six More Considerations (2010)
- The Dreadful Mucamas (2011)
- Not Interested (2013)
- The Two Davises and the Rug (2013)
- Can’t and Won’t (2014)
- Winter Letter (2015)
- Caramel Dazzler (2016)
- End of Phone Conversation with Verizon Adjustment Person (2016)
- Hands on the Wheel (2016)
- Second Drink (2016)
- Community Notice: Redundancy Example (2017)
- In a Hotel Room in Ithaca (2017)
- Not Much to Tell (2017)
- Sneezes on the Train (2017)

### Liste sélective des auteurs et livres traduits du français vers l'anglais
- Maurice Blanchot, L'Espace littéraire. (en) Lydia Davis (traduction) et P. Adams Sitney (éditeur), The Gaze of Orpheus, and Other Literary Essays, Station Hill Press, 1981
- Pierre Jean Jouve, Aventure de Catherine Crachat. I. Hécate. (en) Lydia Davis (traduction), Hecate: The Adventure of Catherine Crachat: I, Marlboro Press, 1997
- Marcel Proust, Du côté de chez Swann.(en) Lydia Davis (traduction), Christopher Prendergast (éditeur) et Lydia Davis (éditeur), Swann's Way, Penguin Books, 2004
- Vivant Denon, Point de lendemain. (en) Lydia Davis (traduction) et Peter Brooks (éditeur), No Tomorrow, New York Review of Books, 2009
- Gustave Flaubert, Madame Bovary. (en) Lydia Davis (traduction) et Lydia Davis (éditeur), Madame Bovary, Viking Adult, 2010

## Prix et distinctions
Lydia Davis a reçu de nombreuses distinctions, dont le Prix international Man Booker 2013 pour l'ensemble de son œuvre.
Elle est également lauréate de la Bourse Guggenheim 1997, du Lannan Literary Award For Fiction 1988, ou encore du Prix MacArthur en 2003.
Ses traductions du français vers l'anglais lui ont aussi valu d'être reçue chevalier des Arts et des Lettres en 1999.